# Jacob van Heemskerck
Jacob van Heemskerck (Amsterdam, 13 marzo 1567 – Gibilterra, 25 aprile 1607) è stato un esploratore e ammiraglio olandese.

## Biografia
Jacob van Heemskreck nacque ad Amsterdam il 13 marzo 1567. Compì due spedizioni nel mare Artico alla ricerca di una rotta settentrionale per la Cina.
La seconda, in cui era capitano della nave di Willem Barents,
è ricordata principalmente perché l'equipaggio fu costretto a passare l'inverno tra il 1596 e il 1597 sull'isola di Novaja Zemlja.
Successivamente fu vice ammiraglio sulle navi di scorta alla flotta mercantile della Compagnia olandese delle Indie orientali.
Van Heemskerck morì nella battaglia di Gibilterra del 1607. È sepolto nella Oude Kerk di Amsterdam.
Portano il suo nome la Classe Jacob van Heemskerck di fregate missilistiche e l'incrociatore Jacob van Heemskerck della Reale Marina Olandese.